# Coppa Continentale 2002-2003 (hockey su pista)
La Coppa Continentale 2002-2003 è stata la 22ª edizione (la quinta con la denominazione Coppa Continentale) dell'omonima competizione europea di hockey su pista. Alla manifestazione hanno partecipato gli spagnoli del Barcellona, vincitore della CERH Champions League 2001-2002, e i connazionali del Voltregà, vincitore della Coppa CERS 2001-2002. 
A conquistare il trofeo è stato il Barcellona al decimo successo nella sua storia.

## Squadre partecipanti
| Club       | Qualificazione                        | Partecipazioni precedenti (il grassetto indica la vittoria)                                                  |
| ---------- | ------------------------------------- | --- |
| Barcellona | Detentore della CERH Champions League | 1980-1981, 1981-1982, 1982-1983, 1983-1984, 1984-1985, 1985-1986, 1987-1988, 1997-1998, 2000-2001, 2002-2003 |
| Voltregà   | Detentore della Coppa CERS            | Esordiente                                                                                                   |

## Risultati
| Squadra 1 | Totale | Squadra 2  | Andata | Ritorno |
| --------- | ------ | ---------- | ------ | ------- |
| Voltregà  | 5 - 12 | Barcellona | 4 – 4  | 1 – 8   |

| Sant Hipòlit de Voltregà 17 novembre 2002 Finale di andata | Voltregà | 4 – 4 | Barcellona | Pavelló Victorià de la Riba |

| Barcellona 23 novembre 2002 Finale di ritorno | Barcellona | 8 – 1 | Voltregà | Palau Blaugrana |